# ماجدة أبو هيف
ماجدة أبو هيف ( - 12 يناير 2021)، إعلامية مصرية والرئيس الأسبق للقناة الفضائية المصرية.
اشتهرت بتقديم فقرات الربط بين البرامج في التلفزيون المصري، خلال سبعينات وثمانينات القرن العشرين الميلادي، كما قدمت برنامج «العقل يكسب».